# Linia kolejowa Słuck – Soligorsk
Linia kolejowa Słuck – Soligorsk – linia kolejowa na Białorusi łącząca stację Słuck ze ślepą stacją Soligorsk.
Linia położona jest w obwodzie mińskim, w rejonach słuckim i soligorskim.
Linia na całej długości jest niezelektryfikowana i jednotorowa.